# Rábano (kommunhuvudort)
Rábano är en kommunhuvudort i Spanien.   Den ligger i provinsen Provincia de Valladolid och regionen Kastilien och Leon, i den centrala delen av landet, 130 km norr om huvudstaden Madrid. Rábano ligger 779 meter över havet och antalet invånare är 249.
Terrängen runt Rábano är huvudsakligen platt, men norrut är den kuperad. Rábano ligger nere i en dal. Runt Rábano är det glesbefolkat, med 10 invånare per kvadratkilometer. Närmaste större samhälle är Peñafiel, 8,7 km nordväst om Rábano. Trakten runt Rábano består till största delen av jordbruksmark.